# Course d'Allemagne des voitures de tourisme
La Course d'Allemagne des voitures de tourisme (FIA WTCC Race of Germany) est une épreuve du Championnat du monde des voitures de tourisme depuis 2011. Cette épreuve a eu lieu toutes les années entre 2005, début du WTCC moderne, et 2011 sur le circuit d'Oschersleben.

 À partir de 2015, l'épreuve a lieu sur la boucle nord du mythique circuit du Nürburgring en tant que course support des 24H du Nürburgring. Le circuit étant particulièrement long (25km), les courses se déroulent sur seulement 3 tours.

## Palmarès
| Saison | Course                             | Pilote                        | Constructeur | Circuit                  |
| ------ | ---------------------------------- | ----------------------------- | ------------ | ------------------------ |
| 2018   | Course 1                           | Yvan Muller                   | Hyundai      | Nürburgring Nordschleife |
| 2018   | Course 2                           | Esteban Guerrieri             | Honda        | Nürburgring Nordschleife |
| 2018   | Course 3                           | Thed Björk                    | Hyundai      | Nürburgring Nordschleife |
| 2017   | Course 1                           | Thed Björk                    | Volvo        | Nürburgring Nordschleife |
| 2017   | Course 2                           | Nicky Catsburg                | Volvo        | Nürburgring Nordschleife |
| 2016   | Course 1                           | José María López              | Citroën      | Nürburgring Nordschleife |
| 2016   | Course 2                           | José María López              | Citroën      | Nürburgring Nordschleife |
| 2015   | Course 1                           | José María López              | Citroën      | Nürburgring Nordschleife |
| 2015   | Course 2                           | Yvan Muller                   | Citroën      | Nürburgring Nordschleife |
| 2011   | Course 1                           | Yvan Muller                   | Chevrolet    | Oschersleben             |
| 2011   | Course 2                           | Franz Engstler                | BMW          | Oschersleben             |
| 2010   | Course 1                           | Alain Menu                    | Chevrolet    | Oschersleben             |
| 2010   | Course 2                           | Andy Priaulx                  | BMW          | Oschersleben             |
| 2009   | Course 1                           | Andy Priaulx                  | BMW          | Oschersleben             |
| 2009   | Course 2                           | Augusto Farfus                | BMW          | Oschersleben             |
| 2008   | Course 1                           | Augusto Farfus                | BMW          | Oschersleben             |
| 2008   | Course 2                           | Félix Porteiro                | BMW          | Oschersleben             |
| 2007   | Course 1                           | Yvan Muller                   | SEAT         | Oschersleben             |
| 2007   | Course 2                           | Augusto Farfus                | BMW          | Oschersleben             |
| 2006   | Course 1                           | Andy Priaulx                  | BMW          | Oschersleben             |
| 2006   | Course 2                           | Jörg Müller                   | BMW          | Oschersleben             |
| 2005   | Course 1                           | Andy Priaulx                  | BMW          | Oschersleben             |
| 2005   | Course 2                           | Alessandro Zanardi            | BMW          | Oschersleben             |
| 1987   | Nürburgring Touring Car Grand Prix | Klaus Ludwig Klaus Niedzwiedz | Ford         | Nürburgring              |